# Torre Truglia
Torre Truglia è una torre costiera situata nel comune di Sperlonga in Lazio.

## Storia
La torre venne eretta nel 1532 sui resti di una precedente torre d'avvistamento di età romana sulla punta del promontorio su cui sorge il borgo di Sperlonga. Dopo la distruzione compiuta per mano dei pirati del corsaro Barbarossa venne ricostruita nel 1611 ma di nuovo distrutta dai turchi nel 1623.
Tra il 1870 e il 1969 fu utilizzata come sede per la Guardia di Finanza, mentre successivamente divenne sede del Centro educazione dell'ambiente marino del Parco naturale regionale Riviera d'Ulisse.

## Descrizione
La torre si presenta come un bastione di pianta rettangolare rinforzato negli spigoli da quattro contrafforti. Questi svolgevano anche una funzione difensiva: non offrendo una parete verticale ma inclinata, la torre sarebbe stata difficilmente insidiata dai nemici con delle scale.